# 藤井拓郎
藤井拓郎（1985年4月21日— ），日本男子游泳运动员。群馬縣出生，畢業於河内長野市立南花台東小學校、河内長野市立南花台中學校、太成學院大學高等學校及早稻田大學運動科學部。

## 主要成績
- 在2008年8月於奧運男子4×100米混合泳接力項目中以3分31秒18（50秒89）成績獲得銅牌。
- 2009年1月時，東京新春短泳道大賽100米自由泳項目中以48秒11的成績刷新日本短泳道紀錄[3]。
- 2009年3月，第32屆關東學生冬季公認記錄賽100米自由泳項目中以46秒85的成績刷新日本短泳道紀錄[4]。
- 2009年4月，第85屆日本游泳競技錦標賽100米自由泳決賽中以48秒73的成績刷新日本短泳道紀錄[5]。
- 2010年11月，藤井代表日本參加廣州亞運會游泳比賽的男子100米自由泳、100米蝶泳、4x100米自由泳接力及4x100米混合泳接力四個項目，奪得一金二銀兩銅的佳績。

## 參與賽事
- 2007年
  - 日本學生游泳競技錦標賽 200米個人混合泳 冠軍 1分59秒92
- 2008年
  - 日本游泳競技錦標賽
    - 男子100米蝶泳 亞軍 52秒25
    - 男子200米個人混合泳 冠軍 2分00秒30

  - 2008年夏季奧林匹克運動會
    - 男子100米蝶泳 第6名 51秒50
    - 男子4×100米混合泳接力 殿軍

## 外部連結
- KONAMI水泳競技部 藤井拓郎
- プロフィール - JOC （页面存档备份，存于）
- 藤井拓郎（ふじいたくろう）プロフィール （页面存档备份，存于）